# Operación Escudo del Océano
La Operación Escudo del Océano (en inglés: Operation Ocean Shield) fue la contribución de la OTAN a la Operación Libertad Duradera en el Cuerno de África (OEF-HOA), una iniciativa contra la piratería en el océano Índico, el canal Guardafui, el golfo de Adén y el mar arábigo. Era una continuación de la anterior Operación Protector Aliado. Las operaciones navales comenzaron, tras ser aprobadas por el Consejo del Atlántico Norte, el 17 de agosto de 2009 y terminaron el 15 de diciembre de 2016.
La Operación Escudo del Océano se centraba en la protección de los buques de la Operación Proveedor Aliado, que transportaban suministros de socorro de la misión del Programa Mundial de Alimentos en la región. La iniciativa también ayudó a fortalecer las armadas y guardacostas de los Estados de la región para contrarrestar los ataques de los piratas. Además, otros países que no eran miembros de la OTAN enviaron buques de guerra para participar en las operaciones.
La Armada de los Estados Unidos ha sido el mayor contribuyente de buques de guerra, seguida por la Armada India. La flota de buques estaba en rotación y era liderada por un buque insignia previamente designado. La función de liderazgo se rotaba entre los distintos países participantes.

## Aliados y otras organizaciones
Los ataques de piratas frente a la vasta costa de Somalia disminuyeron de 236 en 2011 a dos ataques supuestamente infructuosos en 2014, gracias a los esfuerzos internacionales de cooperación en la lucha contra la piratería, así como a los vigilantes armados estacionados en la mayoría de los grandes barcos que atraviesan las aguas de la región. La OTAN indicó que, si bien pondrá fin a su misión en el océano Índico, la organización «seguirá comprometida en la lucha contra la piratería, manteniendo la conciencia de la situación marítima y manteniendo estrechos vínculos con los actores de la lucha contra la piratería de otras organizaciones internacionales». La OTAN venía apoyando desde 2008, a petición de Naciones Unidas, los esfuerzos internacionales para combatir la piratería en el océano Índico, así como en el golfo de Adén y en el Cuerno de África. Ha estado trabajando junto a otras misiones, incluyendo la Operación Atalanta de la Unión Europea, la Task Force 151 dirigida por Estados Unidos y a otros países individuales como China, Japón y Corea del Sur.
El éxito de la OTAN en la zona se debió en parte a la cooperación de otros Estados no miembros con interés en el tema. Muchas de estas alianzas informales tuvieron lugar en las reuniones SHADE (Shared Awareness and Deconfliction). Estas reuniones permitieron compartir información entre una gran cantidad de entidades internacionales, incluyendo a China, Japón, Rusia, India y Corea del Sur, pero definitivamente no se limitaba a ellos. Con la OTAN promoviendo la cooperación entre estos países aliados, la Operación Escudo del Océano pudo proteger eficazmente la zona. También desarrollaron una novedosa red informática llamada Mercury, que compartía información contra la piratería con otros grupos de trabajo y operaciones. Dado que se trataba de un sistema informal, no estaba cargado de burocracia y podía extenderse a otras coaliciones y organizaciones gubernamentales, y podía ayudar eficazmente a cualquiera que necesitara información precisa en la zona.

## Operaciones de lucha contra la piratería
El 10 de enero de 2010, el almirante Pereira da Cunha, de la Armada Portuguesa, mantuvo una reunión sobre piratería con la guardia costera de Puntlandia. Se celebró a bordo de la fragata Álvares Cabral, cerca de Bosaso, Somalia, y se centró en la recopilación de información de inteligencia, el desarrollo de capacidades y la cooperación en la lucha contra la piratería entre la OTAN y las autoridades de Puntlandia.
Los piratas atacaron al mercante panameño Almezaan el 25 de marzo de 2010. Un pirata fue abatido por la seguridad privada del Almezaan durante el abordaje. Poco después llegó la fragata Navarra de la Armada Española que envió a su helicóptero. Se hicieron disparos de advertencia y los piratas se rindieron sin más enfrentamientos. Seis piratas fueron tomados prisioneros y sus barcos destruidos. Los piratas fueron liberados después de un corto período de tiempo.
Un pequeño patrullero de la Guardia Costera de las Seychelles, el Topaz, participó en otra batalla contra los piratas cinco días después, el 30 de marzo. Mientras patrullaba frente a la costa de Somalia, el Topaz se encontró con un dhow capturado. Después de los disparos de advertencia, el dhow pareció ignorar la a lancha patrullera, para después responder con disparos de lanzacohetes y de armas cortas. Los seychellenses se enfrentaron a los piratas y tras disparar 10 000 ráfagas de ametralladora, el dhow se incendió y se hundió. Veintisiete miembros de la tripulación del dhow fueron rescatados. El Topaz estaba regresando a la base cuando fue atacado por un arrastrero y dos esquifes. Una vez más los seychellenses respondieron abriendo fuego y el pesquero explotó. Uno de los esquifes también se hundió. Se desconocen las bajas de los piratas, aunque un miembro de la tripulación del dhow resultó herido.

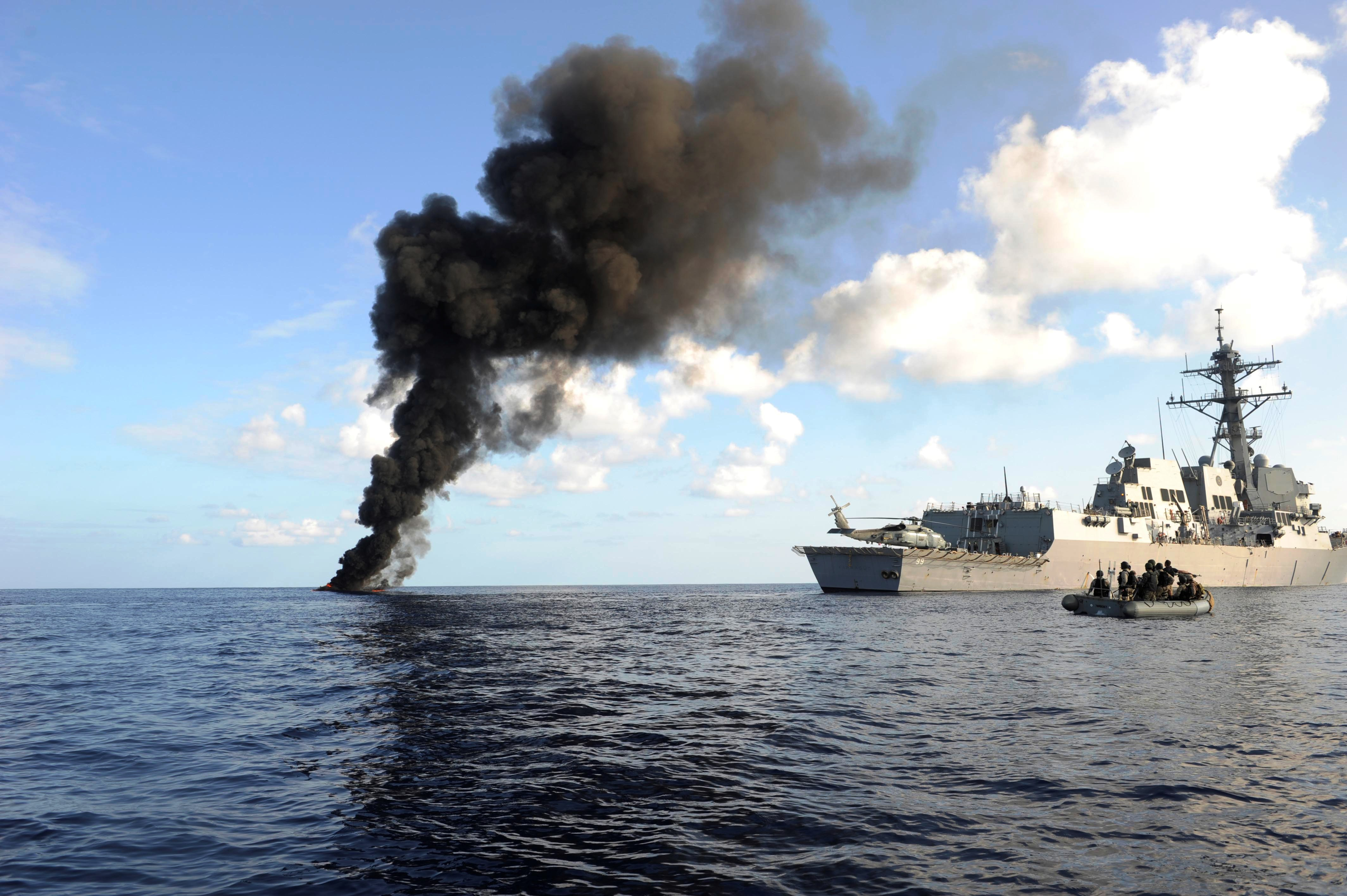
El USS Farragut destruye un esquife pirata en el golfo de Adén en marzo de 2010.

El USS Nicholas fue atacado por un bote el 1 de abril de 2010, mientras se encontraba en aguas entre las Seychelles y Kenia. Los estadounidenses devolvieron el fuego y tres piratas se rindieron con brevedad. El Nicholas entonces persiguió a la nave nodriza por un tiempo y un equipo de abordaje capturó la nave. Un poco más tarde ese mismo día, el USS Farragut también estaba operando en el área y capturó a trece piratas más. Esto se produjo tras el intento de incautación del petrolero Evita, de pabellón sierraleonés. La tripulación del petrolero defendió su barco con bengalas y repelió a los piratas.
La Operación Amanecer del Golfo de Adén fue llevada a cabo por comandos de la Armada de la República de Corea con el apoyo de Omán y los Estados Unidos en enero de 2011. Tras la captura del buque cisterna de propiedad noruega Samho Jewelry el 15 de enero frente a Mascate con su tripulación de veintiuna personas, el 18 de enero se llevó a cabo una maniobra fallida de abordaje que terminó con tres comandos heridos. Un segundo intento, el 21 de enero, logró liberar al barco y a los cautivos, mientras que ocho piratas fueron abatidos.
El 26 de enero de 2011, la fragata danesa Esbern Snare y una lancha patrullera de la Guardia Costera de Seychelles llevaron a cabo una operación de rescate fallida. El Beluga Nomination fue tomado cuatro días antes y los atacantes cortaron la ciudadela del carguero con un soplete para llegar a la tripulación. El barco patrulla de las Seychelles y la Esbern Snare fueron enviados al área y cuando encontraron a los piratas comenzaron los combates. Los equipos de abordaje de la lancha patrullera fueron rechazados, pero los seychellenses pudieron matar a uno o dos de los piratas. Dos de los tripulantes del Beluga Nomination lograron escapar en un bote salvavidas y fueron rescatados por los daneses, aunque otros cuatro murieron ahogados o por los piratas. Finalmente la operación fue abortada y los piratas zarparon con el petrolero y los siete rehenes restantes.

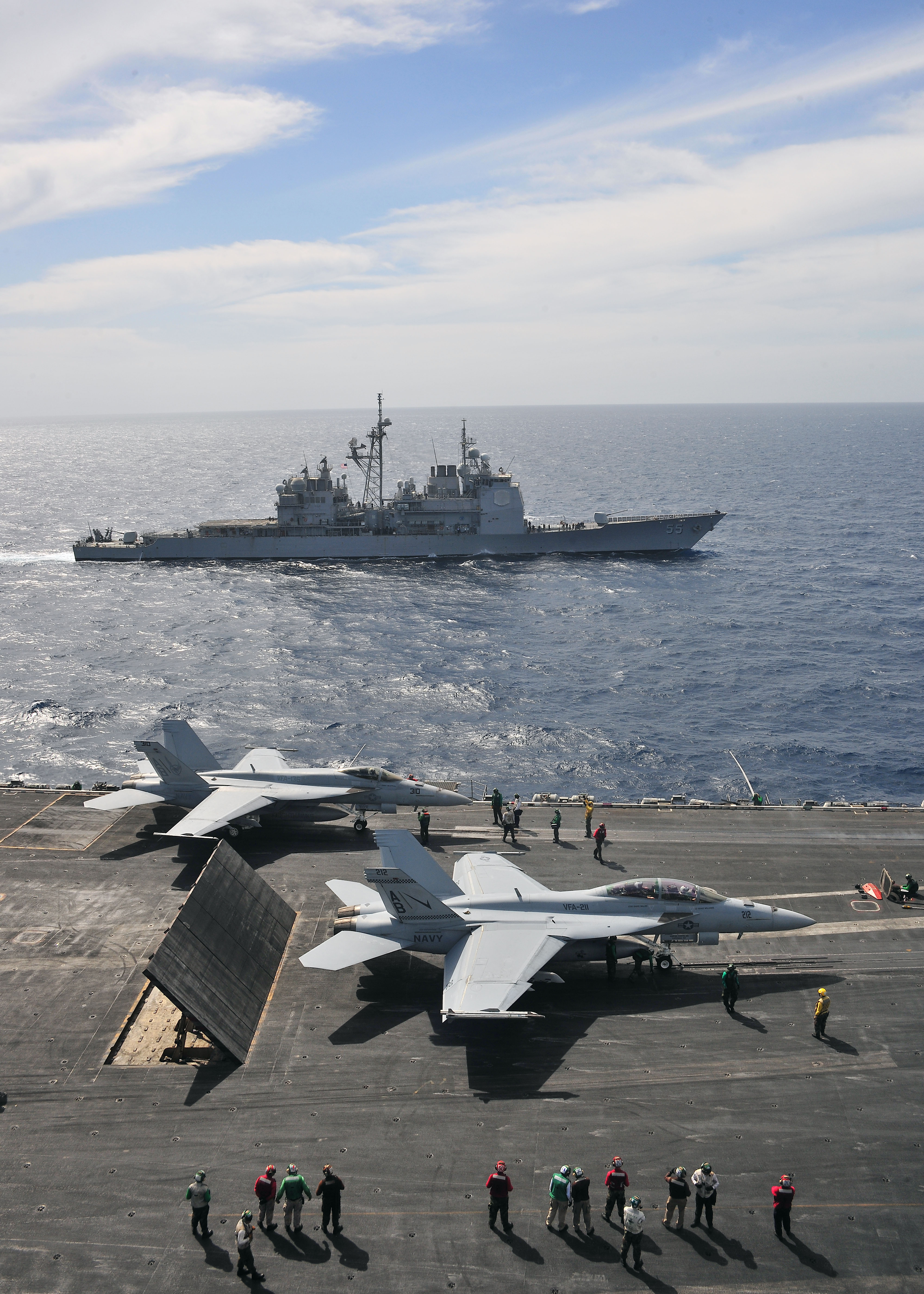
El USS Leyte Gulf junto al USS Enterprise en el mar Rojo en 2011.

El incidente del Quest ocurrió en febrero de 2011. En el primer ataque a un barco privado estadounidense desde el secuestro del Mærsk Alabama en 2009, el 4 de febrero, el yate Quest fue tomado por diecinueve piratas. La Armada de los Estados Unidos respondió enviando al portaaviones USS Enterprise, al crucero de misiles guiados USS Leyte Gulf y a los destructores de misiles guiados USS Bulkeley y USS Sterett para liberar a los cuatro cautivos. Los barcos encontraron al Quest el 21 de enero o alrededor de esa fecha frente a las costas de Omán y comenzaron las negociaciones para liberar a los rehenes. Sin embargo, al día siguiente, los piratas abrieron fuego contra el USS Sterret con lanzacohetes y poco después se escucharon disparos de armas cortas. El comandante estadounidense ordenó entonces a un equipo que abordara el yate y, tras hacerlo, se descubrió que los cuatro prisioneros habían sido asesinados por los piratas. Quince piratas fueron detenidos y dos de ellos murieron en el abordaje. También fueron encontrados los cuerpos de otros dos piratas, los oficiales estadounidenses no pudieron determinar la causa de sus muertes.
El 5 de mayo de 2011, como parte de la Operación Escudo del Océano, el portaaviones USS Carl Vinson, el crucero de misiles guiados USS Bunker Hill y la fragata turca Giresun respondieron a una llamada de socorro del granelero de bandera panameña y propiedad china Full City. Un avión de patrulla marítima Tu-142 de la Armada India localizó al Full City, y mientras el Giresun abordaba el buque mercante, el Bunker Hill y sus helicópteros embarcados interceptaron un dhow que se creía era el barco nodriza del ataque pirata. El grupo de abordaje del Bunker Hill se apoderó de armas y otros equipos comúnmente utilizados en la piratería, y el grupo de abordaje también hundió un pequeño bote que estaba siendo remolcado por el dhow. El grupo de abordaje del Giresun encontró a la tripulación china de Full City a salvo y en control de su nave.

## Piratería durante la operación
Todos los miembros de la OTAN contribuyeron al éxito de la operación a través de la financiación o aportando buques. Los aliados proporcionan barcos y patrullas marítimas a los Grupos Marítimos Permanentes de la OTAN, que a su vez asignaban un número de barcos, de forma rotativa, a la Operación Escudo del Océano.
Según la OTAN: «En enero de 2013, no hubo ataques, aproximaciones ni interrupciones en la zona. En comparación, en enero de 2012, hubo cuatro ataques piratas en los que todos fueron infructuosos. Además, de los 80 presuntos piratas capturados por las fuerzas de lucha contra la piratería, 59 fueron capturados por buques de la OTAN. En enero de 2011, hubo 29 ataques y seis barcos fueron capturados».

## Conclusión de la Operación Escudo del Océano
La conclusión de la Operación Escudo del Océano ocurrió el 16 de diciembre de 2016. La operación final fue dirigida por pilotos daneses en un intento de cartografiar la costa somalí y el golfo de Adén. La tarea de los daneses era trazar un mapa de las ensenadas, campos y grandes ciudades de la costa para un informe de inteligencia. Según Naval Today: «El destacamento cubría 1800 kilómetros de costa en los que los especialistas de inteligencia revisaban y difundían fotografías y archivos de vídeo para producir la imagen de inteligencia».
La OTAN reasignó recursos al Mediterráneo para hacer frente a la crisis de los inmigrantes y al contrabando de seres humanos. La organización declaró que los esfuerzos realizados en el golfo de Adén ayudarían a frenar la piratería o a prevenirla por completo.

## Ataques piratas después del final de la operación
Se han producido ataques de piratería desde que terminó la Operación Escudo del Océano. Unos pistoleros secuestraron el Aris 13, un pequeño petrolero, el 13 de marzo de 2017, exigiendo un rescate por la tripulación. Las compañías navieras tratan de averiguar si la piratería ha vuelto a la región o si va a ser un hecho poco frecuente, ya que es el primer caso de piratería somalí en media década. En 2017 se produjeron más intentos de robo de carga por medio de la piratería.